# Ellemeet
Ellemeet ist ein Dorf mit 350 Einwohnern, welches heute zur Gemeinde Schouwen-Duiveland gehört und auf der gleichnamigen Insel in der niederländischen Provinz Zeeland liegt.

## Geschichte und Kultur
Ellemeet entstand vermutlich im 12. Jahrhundert unter dem Namen Ellemid. Dieser Name entstand aus dem Vornamen Eli / Ella und dem Wort Med / mede, welches so viel wie Weideland bedeutet. Seit 1575 besitzt Ellemeet keine Kirche mehr, da diese während der Belagerung Zierikzees im Achtzigjährigen Krieg zerstört wurde und nicht wieder aufgebaut wurde.
Überregional bekannt wurde die Gemeinde im August 1925, als ein Meteorit, welcher vermutlich vom Asteroiden Vesta stammt, unweit des Ortes einschlug. Besonders schwer getroffen war Ellemeet von der Flutkatastrophe von 1953, da der Großteil der Gemeinde nur sehr knapp über und an vielen Stellen sogar unter dem Meeresspiegel liegt. Bis zum 1. Januar 1961 war Ellemeet eine eigenständige Gemeinde, dann ging sie allerdings in die Gemeinde Middenschouwen auf, welche wiederum am 1. Januar 1997 in die Gemeinde Schouwen-Duiveland aufging.
Sehr sehenswert ist die alte Getreidemühle ´t Hert (auch Oostermolen genannt), welche außerhalb des Ortes steht und bereits 1748 erbaut wurde. Ihren Namen verdank sie ihrer Wetterfahne in Form eines Hirsches (niederländisch: Hert). Sie kann nach Vereinbarung oder während des Mahlens besichtigt werden.
Traditionell wird in Ellemeet, wie auch in den Nachbarorten Burgh-Haamstede, Noordwelle, Scharendijke, Serooskerke und Renesse, jährlich von Mitte Februar bis Anfang März der Straô statt. Bei diesem Fest laufen die Pferde zum ersten Mal nach dem Winter an den Strand, damit sie dort die „bösen Geister“, welche sich nach altem heidnischem Glauben in den Pferdebeinen einisten, durch das Salzwasser abgewaschen.

## Demografie
Ellemeet besitzt eine Bevölkerungsdichte von 56 Einwohnern pro km². Rund 9 % der Einwohner ist zwischen 15 und 25 Jahre alt, während circa 21 % bereits über 65 Jahre alt sind.

## Wirtschaft und Verkehr
Der Ortskern ist vor allem durch Wohnhäuser gekennzeichnet. Zudem gibt es eine Tankstelle und ein Café / Restaurant. Zudem finden sich hier, aufgrund des hohen Touristenaufkommens in der Gegend, viele Bungalowparks und Campingplätze. Außerhalb ist die Gegend jedoch weiterhin durch landwirtschaftliche Flächen und Bauernhöfe gekennzeichnet.
Von Ellemeet aus besteht direkter Anschluss an die N57 in Richtung Brielle / Hellevoetsluis und in Richtung Middelburg. Zudem kann man den Provinciale weg 652 (N652) in Richtung Burgh-Haamstede nutzen.
Des Weiteren wird der Ort von einer Buslinie angefahren, mit welcher Anschluss an die nahe gelegenen Städte wie Ouddorp und Zierikzee gegeben ist. Zudem besteht eine durchgängige Verbindung nach Spijkenisse, einem Vorort Rotterdams.

## Galerie

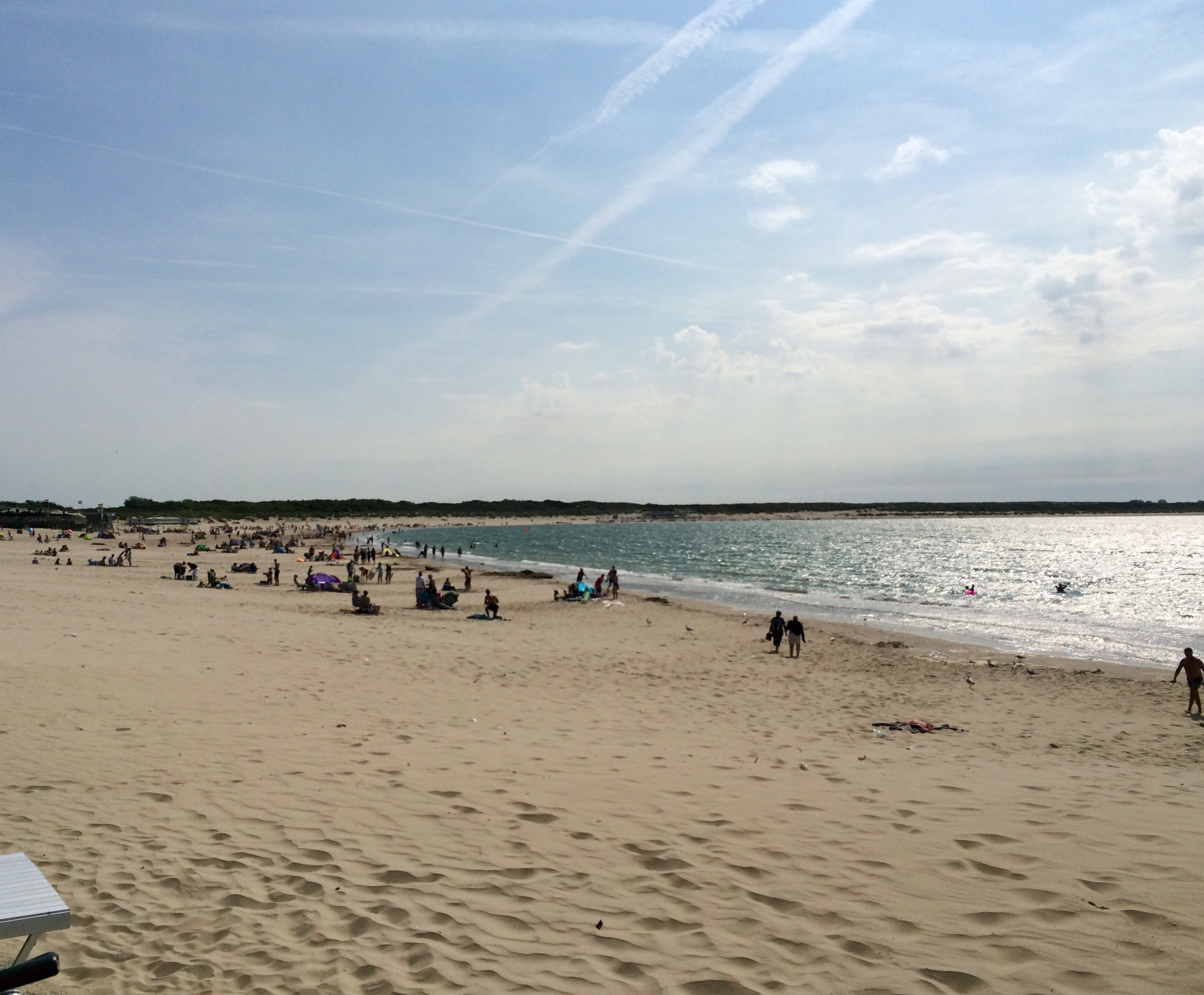
Strand bei Ellemeet
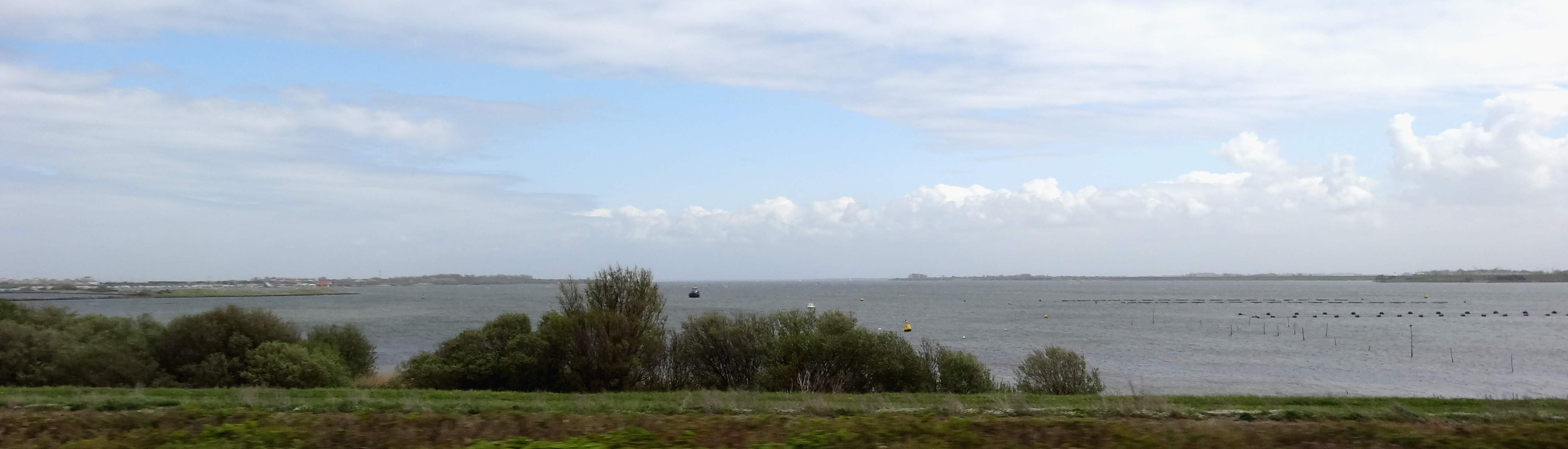
Blick vom Teil des Brouwersdams, welcher zu Ellemeet gehört, auf das Grevelingen.
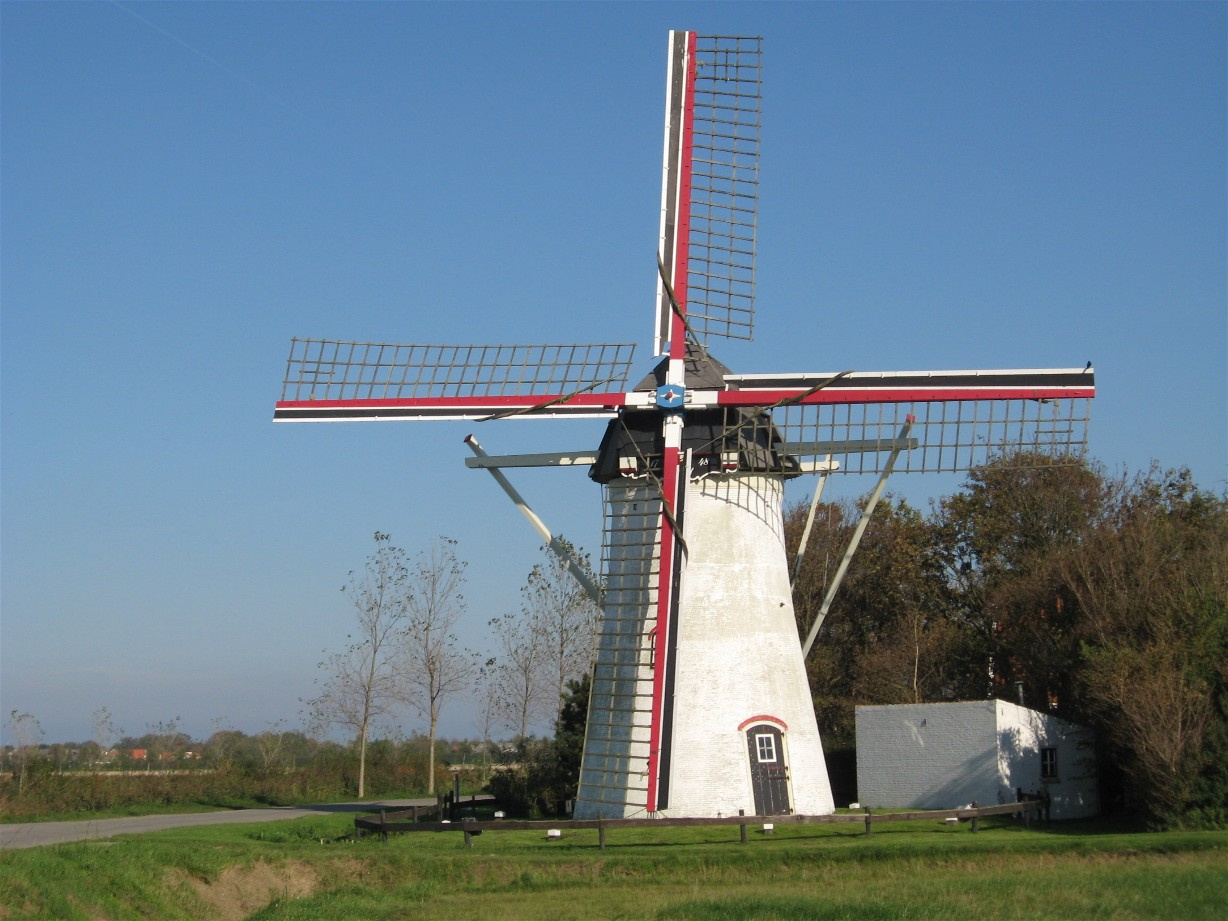
Getreidemühle ´t Hert 2007
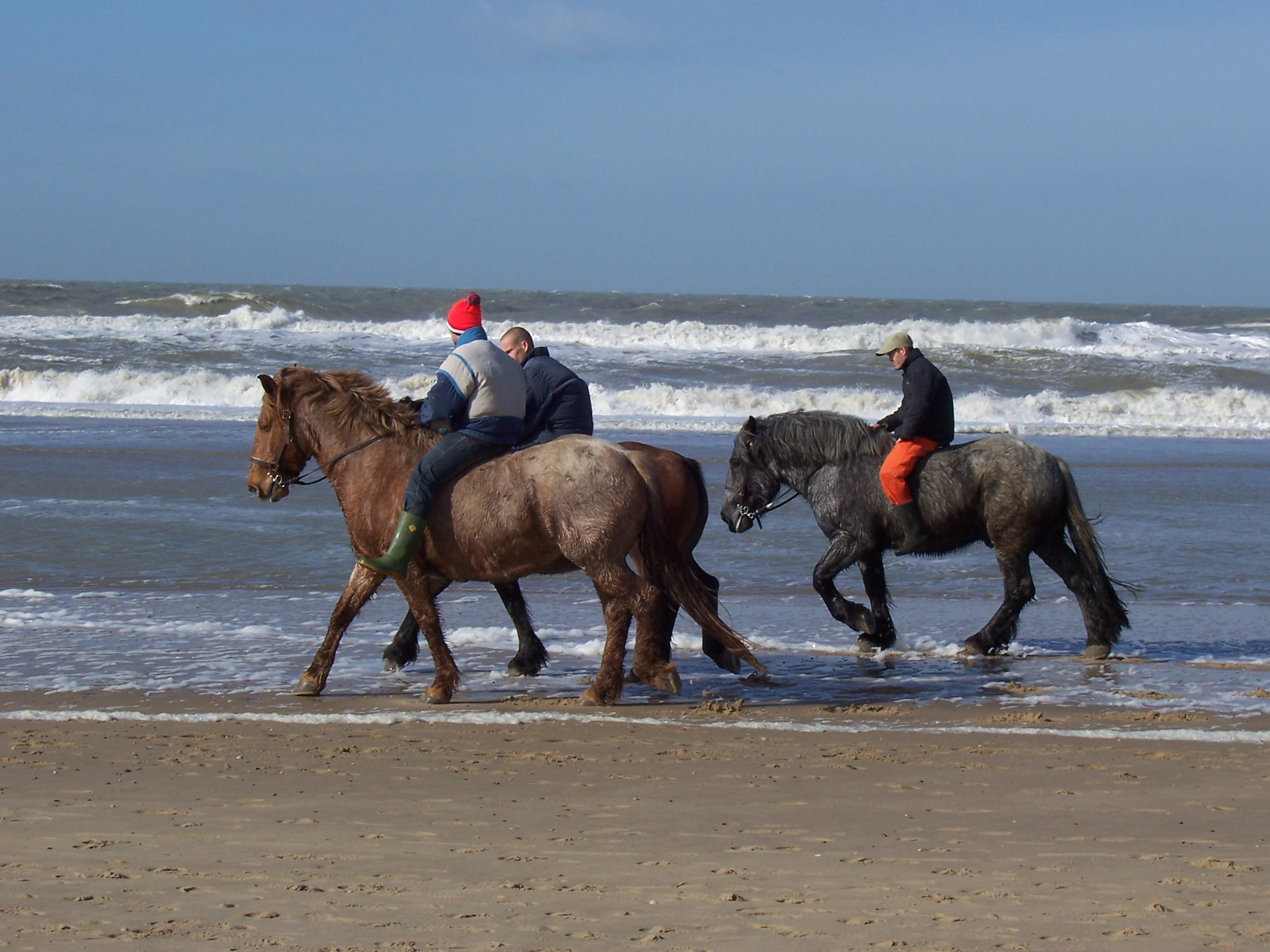
Informeller Straô bei Walcheren
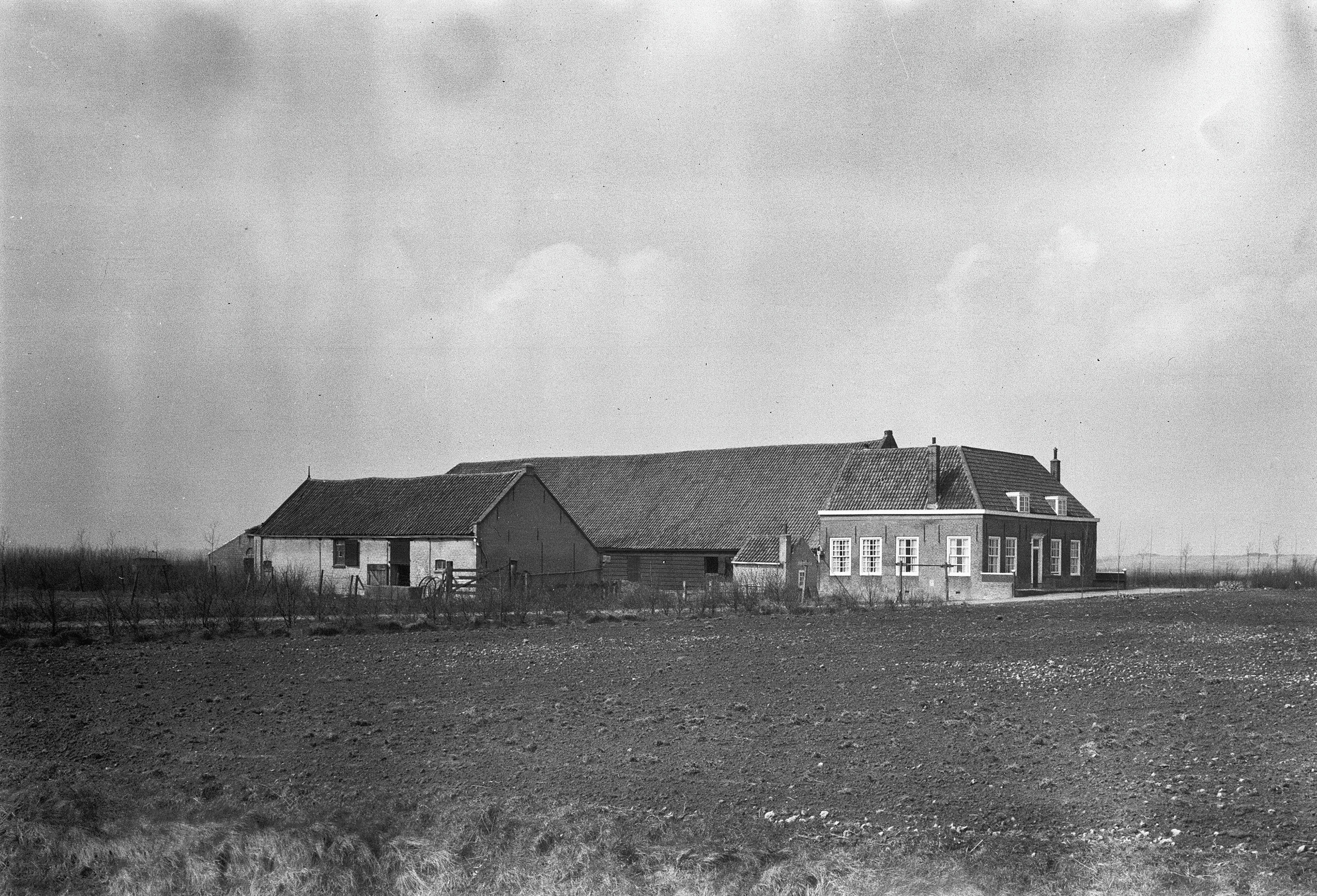
Alter Hof bei Ellemeet